# Paul Miche
Le compositeur suisse Paul Miche est né à Courtelary le 20 avril 1886. 

## Biographie
Le père de l'adolescent le voit médecin ou avocat, mais Paul Miche n'a qu'une passion, la musique. Il l'étudie avec de grands maîtres, décroche un premier prix de violon au Conservatoire de Genève. Pendant quelques saisons, il est soliste du Quatuor de Stuttgart, joue avec quelques ensembles de premier plan avant de se décider à enseigner son art. 
Revenu au pays, il est nommé professeur de violon au Conservatoire de Genève, où pendant quarante ans il consacre tout son talent à former et enthousiasmer de jeunes musiciens. À plus d'une reprise, il donne des récitals, participe à des tournées de concerts symphoniques, étonne par sa virtuosité, tout en composant des œuvres qui connaissent un beau succès, souvent jouées dans les Fêtes des musiciens suisses. 
Mais Paul Miche, découvrant une nouvelle inspiration, devient "un des chantres de sa terre natale jurassienne. II compose plus de deux cents chœurs, parmi lesquels Terre de calme et de douce plaisance. Un village selon mon cœur. Terre jurassienne et autres mélodies inoubliables, jaillies si fraîches du cœur même d'un musicien unissant la spontanéité aux ressources d'un art très sûr. Le Jura a inspiré à Paul Miche ses accents les plus émouvants". 
Le compositeur s'éteint le 7 septembre 1960, tout auréole de célébrité. La Société jurassienne d'Émulation et l'Institut jurassien lui rendent hommage dans son village de Courtelary. On lit, sur la plaque apposée à la façade de sa maison natale "il chanta son pays et sa voix perpétue parmi nous son amour et sa foi".